# Divizia A1 2021/2022 (volleyboll, damer)
Divizia A1 2021–2022 var 72:a upplagan av tävlingen, som utser de rumänska mästarna i volleyboll. De pågick 8 oktober 2021 till 27 april 2022. I turneringen deltog tolv lag lag från Federatia Romana de Voleis medlemsklubbar. CSM Volei Alba Blaj blev mästare för sjätte gången.. ACS Turda och CS Universitatea Cluj åkte ur serien. Jelena Vulin var främsta poängvinnare med 502 bollpoäng.

## Regelverk

### Format
Lagens placering bestämdes genom:
- En grundserie, där alla lag mötte alla andra lag både hemma och borta.
- Baserat på resultaten i grundserien delades lagen in i tre nya serier. De fyra främsta spelade om plats 1-4, de följande fyra om plats 5-8 och de fyra sista om plats 9-12. Vinnaren av den första gruppen blev rumänsk mästare, medan de två sista i den sista gruppen degraderades till Divizia A2.
- I de nya serierna behöll de sina resultat från grundserien och mötte sedan alla lagen i sin serie både hemma och borta.[2]

### Metod för att bestämma tabellplacering
Om slutresultatet blev 3-0 eller 3-1 tilldelades 3 poäng till det vinnande laget och 0 till det förlorande laget, om slutresultatet blev 3-2 tilldelades 2 poäng till det vinnande laget och 1 till det förlorande laget. Lagens position i respektive grupp bestämdes utifrån (i tur och ordning):
- Poäng;
- Antal vunna matcher
- Kvot vunna/förlorade set
- Kvot vunna/förlorade bollpoäng[2]

## Deltagande lag
| Klubb                     | Stad        | Hemmaplan                       | Föregående säsong             |
| ------------------------- | ----------- | ------------------------------- | ----------------------------- |
| CSM Volei Alba Blaj       | Blaj        | Sala Timotei Cipariu            | 2:a i Divizia A1              |
| CS Mioveni                | Mioveni     | Sala Sporturilor                | 3:a i Divizia A2 (grupp öst)  |
| CS Dinamo București       | Bukarest    | Sala Polivalentă Dinamo         | 3:a i Divizia A1              |
| CSM Lugoj                 | Lugoj       | Sala Ioan Kunst Ghermănescu     | 5:a i Divizia A1              |
| CS Medgidia               | Medgidia    | Sala Sporturilor Iftimie Ilisei | 4:a i Divizia A1              |
| CS Rapid București        | Bukarest    | Sala Polivalentă Rapid          | 7:a i Divizia A1              |
| CS Știința Bacău          | Bacău       | Sala Sporturilor                | 8:a i Divizia A1              |
| CSM Târgoviște            | Târgoviște  | Sala Polivalentă                | Rumänska mästare              |
| ACS Turda                 | Turda       | Sala Sporturilor Horia Demian   | 1:a i Divizia A2 (grupp väst) |
| CS Universitatea Cluj     | Cluj-Napoca | Sala Sporturilor Horia Demian   | 12:a i Divizia A1             |
| SCM Universitatea Craiova | Craiova     | Sala Polivalentă                | 5:a i Divizia A2 (grupp väst) |
| CSO Voluntari             | Voluntari   | Sala de Sport Gabriela Szabo    | 6:a i Divizia A1              |

## Turneringen

### Grundserien

#### Resultat
| Första omgången |                                     |     |                     |
|                 |                                     |     |                     |
| 08-10           | Alba-Blaj - Lugoj                   | 3-0 | 25-19, 25-16, 25-20 |
| 09-10           | Turda - Târgoviște                  | 0-3 | 17-25, 17-25, 14-25 |
| 09-10           | Medgidia - Universitatea Craiova    | 3-0 | 25-23, 25-14, 25-20 |
| 09-10           | Dacia Mioveni - Știința Bacău       | 3-0 | 25-15, 25-19, 25-11 |
| 09-10           | Universitatea Cluj - Rapid Bucarest | 0-3 | 15-25, 11-25, 19-25 |
| 09-10           | Voluntari - Dinamo Bucarest         | 3-0 | 25-21, 25-16, 25-19 |

| Andra omgången |                                       |     |                                   |
|                |                                       |     |                                   |
| 16-10          | Lugoj - Dinamo Bucarest               | 3-2 | 25-27, 25-19, 18-25, 25-15, 15-13 |
| 16-10          | Rapid Bucarest - Voluntari            | 3-2 | 22-25, 18-25, 25-23, 25-22, 15-10 |
| 16-10          | Știința Bacău - Universitatea Cluj    | 3-0 | 25-15, 25-17, 25-18               |
| 16-10          | Universitatea Craiova - Dacia Mioveni | 2-3 | 26-24, 24-26, 26-24, 19-25, 13-15 |
| 18-10          | Târgoviște - Medgidia                 | 2-3 | 25-19, 20-25, 25-7, 20-25, 13-15  |
| 16-10          | Alba-Blaj - Turda                     | 3-0 | 25-16, 25-15, 25-15               |

| Tredje omgången |                                            |     |                                   |
|                 |                                            |     |                                   |
| 24-10           | Turda - Lugoj                              | 0-3 | 22-25, 16-25, 16-25               |
| 23-10           | Medgidia - Alba-Blaj                       | 0-3 | 21-25, 19-25, 22-25               |
| 23-10           | Dacia Mioveni - Târgoviște                 | 0-3 | 23-25, 19-25, 14-25               |
| 23-10           | Universitatea Cluj - Universitatea Craiova | 2-3 | 25-21, 17-25, 17-25, 25-21, 12-15 |
| 23-10           | Voluntari - Știința Bacău                  | 3-2 | 21-25, 23-25, 25-16, 29-27, 15-6  |
| 25-10           | Dinamo Bucarest - Rapid Bucarest           | 3-1 | 27-25, 14-25, 25-20, 25-18        |

| Fjärde omgången |                                   |     |                            |
|                 |                                   |     |                            |
| 31-10           | Lugoj - Rapid Bucarest            | 3-0 | 25-23, 25-17, 25-17        |
| 30-10           | Știința Bacău - Dinamo Bucarest   | 3-1 | 25-19, 23-25, 25-17, 25-22 |
| 01-11           | Universitatea Craiova - Voluntari | 0-3 | 22-25, 16-25, 20-25        |
| 30-10           | Târgoviște - Universitatea Cluj   | 3-0 | 25-10, 25-18, 25-15        |
| 30-10           | Alba-Blaj - Dacia Mioveni         | 3-1 | 19-25, 25-7, 25-17, 25-22  |
| 30-10           | Turda - Medgidia                  | 0-3 | 18-25, 19-25, 16-25        |

| Femte omgången |                                         |     |                                   |
|                |                                         |     |                                   |
| 06-11          | Medgidia - Lugoj                        | 3-1 | 25-23, 25-23, 20-25, 25-19        |
| 08-11          | Dacia Mioveni - Turda                   | 3-1 | 25-14, 25-16, 20-25, 25-18        |
| 06-11          | Universitatea Cluj - Alba-Blaj          | 0-3 | 17-25, 11-25, 11-25               |
| 06-11          | Voluntari - Târgoviște                  | 3-2 | 21-25, 25-20, 25-23, 21-25, 15-13 |
| 06-11          | Dinamo Bucarest - Universitatea Craiova | 3-1 | 25-17, 25-21, 21-25, 25-18        |
| 06-11          | Rapid Bucarest - Știința Bacău          | 3-0 | 25-16, 25-19, 27-25               |

| Sjätte omgången |                                        |     |                                   |
|                 |                                        |     |                                   |
| 13-11           | Lugoj - Știința Bacău                  | 3-1 | 18-25, 25-17, 25-18, 25-14        |
| 13-11           | Universitatea Craiova - Rapid Bucarest | 0-3 | 23-25, 14-25, 13-25               |
| 12-11           | Târgoviște - Dinamo Bucarest           | 3-1 | 25-21, 23-25, 25-17, 25-14        |
| 13-11           | Alba-Blaj - Voluntari                  | 3-1 | 25-23, 24-26, 25-17, 25-11        |
| 13-11           | Turda - Universitatea Cluj             | 3-0 | 25-21, 25-12, 25-17               |
| 13-11           | Medgidia - Dacia Mioveni               | 3-2 | 25-13, 25-19, 22-25, 18-25, 15-13 |

| Sjunde omgången |                                       |     |                     |
|                 |                                       |     |                     |
| 21-11           | Dacia Mioveni - Lugoj                 | 0-3 | 22-25, 19-25, 23-25 |
| 20-11           | Universitatea Cluj - Medgidia         | 0-3 | 23-25, 21-25, 15-25 |
| 20-11           | Voluntari - Turda                     | 3-0 | 25-19, 25-17, 25-22 |
| 21-11           | Dinamo Bucarest - Alba-Blaj           | 0-3 | 21-25, 22-25, 16-25 |
| 19-11           | Rapid Bucarest - Târgoviște           | 0-3 | 22-25, 24-26, 14-25 |
| 20-11           | Știința Bacău - Universitatea Craiova | 0-3 | 23-25, 25-27, 22-25 |

| Åttonde omgången |                                    |     |                            |
|                  |                                    |     |                            |
| 28-11            | Lugoj - Universitatea Craiova      | 3-0 | 25-19, 25-16, 25-21        |
| 29-11            | Târgoviște - Știința Bacău         | 3-0 | 25-19, 25-13, 25-17        |
| 27-11            | Alba-Blaj - Rapid Bucarest         | 3-0 | 25-11, 25-16, 25-16        |
| 27-11            | Turda - Dinamo Bucarest            | 1-3 | 16-25, 25-20, 12-25, 19-25 |
| 26-11            | Medgidia - Voluntari               | 1-3 | 23-25, 25-19, 23-25, 20-25 |
| 27-11            | Dacia Mioveni - Universitatea Cluj | 3-0 | 25-13, 25-15, 25-21        |

| Nionde omgången |                                    |     |                            |
|                 |                                    |     |                            |
| 04-12           | Universitatea Cluj - Lugoj         | 0-3 | 12-25, 17-25, 10-25        |
| 06-12           | Voluntari - Dacia Mioveni          | 3-1 | 25-21, 20-25, 25-11, 25-18 |
| 04-12           | Dinamo Bucarest - Medgidia         | 1-3 | 14-25, 28-26, 20-25, 20-25 |
| 04-12           | Rapid Bucarest - Turda             | 3-0 | 25-19, 25-20, 25-18        |
| 03-12           | Știința Bacău - Alba-Blaj          | 0-3 | 13-25, 12-25, 22-25        |
| 04-12           | Universitatea Craiova - Târgoviște | 0-3 | 20-25, 13-25, 21-25        |

| Tionde omgången |                                   |     |                                   |
|                 |                                   |     |                                   |
| 12-12           | Lugoj - Târgoviște                | 2-3 | 25-23, 28-30, 25-27, 25-23, 12-15 |
| 11-12           | Alba-Blaj - Universitatea Craiova | 3-0 | 25-21, 25-12, 25-16               |
| 19-01           | Turda - Știința Bacău             | 2-3 | 26-28, 23-25, 25-21, 26-24, 11-15 |
| 11-12           | Medgidia - Rapid Bucarest         | 0-3 | 23-25, 16-25, 21-25               |
| 13-12           | Dacia Mioveni - Dinamo Bucarest   | 1-3 | 21-25, 25-22, 19-25, 12-25        |
| 13-12           | Universitatea Cluj - Voluntari    | 0-3 | 14-25, 10-25, 15-25               |

| Elfte omgången |                                      |     |                            |
|                |                                      |     |                            |
| 19-12          | Voluntari - Lugoj                    | 3-1 | 25-22, 20-25, 25-18, 25-15 |
| 18-12          | Dinamo Bucarest - Universitatea Cluj | 3-0 | 25-13, 25-18, 25-23        |
| 18-12          | Rapid Bucarest - Dacia Mioveni       | 3-0 | 25-17, 26-24, 25-16        |
| 18-12          | Știința Bacău - Medgidia             | 0-3 | 23-25, 13-25, 18-25        |
| 18-12          | Universitatea Craiova - Turda        | 3-0 | 25-19, 25-19, 25-22        |
| 20-12          | Târgoviște - Alba-Blaj               | 3-0 | 26-24, 25-20, 25-20        |

| Tolfte omgången |                                     |     |                                   |
|                 |                                     |     |                                   |
| 15-01           | Lugoj - Alba-Blaj                   | 2-3 | 25-15, 22-25, 26-24, 28-30, 13-15 |
| 15-01           | Târgoviște - Turda                  | 3-0 | 25-13, 25-21, 25-20               |
| 14-01           | Universitatea Craiova - Medgidia    | 0-3 | 11-25, 15-25, 19-25               |
| 15-01           | Știința Bacău - Dacia Mioveni       | 3-2 | 25-20, 23-25, 18-25, 30-28, 15-8  |
| 15-01           | Rapid Bucarest - Universitatea Cluj | 3-0 | 25-14, 25-18, 25-20               |
| 14-01           | Dinamo Bucarest - Voluntari         | 1-3 | 14-25, 25-19, 16-25, 22-25        |

| Trettonde omgången |                                       |     |                                   |
|                    |                                       |     |                                   |
| 22-01              | Dinamo Bucarest - Lugoj               | 3-1 | 25-22, 25-21, 19-25, 25-23        |
| 22-01              | Voluntari - Rapid Bucarest            | 3-0 | 25-20, 25-20, 25-19               |
| 22-01              | Universitatea Cluj - Știința Bacău    | 0-3 | 16-25, 19-25, 16-25               |
| 24-01              | Dacia Mioveni - Universitatea Craiova | 0-3 | 15-25, 17-25, 16-25               |
| 22-01              | Medgidia - Târgoviște                 | 2-3 | 22-25, 25-15, 24-26, 25-23, 12-15 |
| 21-01              | Turda - Alba-Blaj                     | 0-3 | 16-25, 18-25, 11-25               |

| Fjortonde omgången |                                            |     |                            |
|                    |                                            |     |                            |
| 29-01              | Lugoj - Turda                              | 3-0 | 25-15, 25-15, 25-14        |
| 07-03              | Alba-Blaj - Medgidia                       | 3-1 | 20-25, 25-16, 25-15, 25-20 |
| 29-01              | Târgoviște - Dacia Mioveni                 | 3-0 | 25-5, 25-17, 25-15         |
| 29-01              | Universitatea Craiova - Universitatea Cluj | 3-0 | 25-17, 25-20, 25-21        |
| 29-01              | Știința Bacău - Voluntari                  | 0-3 | 20-25, 23-25, 10-25        |
| 22-02              | Rapid Bucarest - Dinamo Bucarest           | 3-0 | 25-23, 25-15, 25-21        |

| Femtonde omgången |                                   |     |                            |
|                   |                                   |     |                            |
| 05-02             | Rapid Bucarest - Lugoj            | 1-3 | 21-25, 25-22, 22-25, 19-25 |
| 05-02             | Dinamo Bucarest - Știința Bacău   | 3-1 | 23-25, 25-18, 25-23, 25-19 |
| 04-02             | Voluntari - Universitatea Craiova | 3-0 | 25-12, 28-26, 25-18        |
| 05-02             | Universitatea Cluj - Târgoviște   | 0-3 | 17-25, 8-25, 18-25         |
| 03-03             | Dacia Mioveni - Alba-Blaj         | 0-3 | 14-25, 17-25, 16-25        |
| 05-02             | Medgidia - Turda                  | 3-1 | 23-25, 25-13, 27-25, 25-21 |

| Sextonde omgången |                                         |     |                                   |
|                   |                                         |     |                                   |
| 09-02             | Lugoj - Medgidia                        | 3-1 | 25-21, 25-19, 25-27, 25-20        |
| 09-02             | Turda - Dacia Mioveni                   | 3-1 | 15-25, 25-22, 25-17, 25-18        |
| 09-02             | Alba-Blaj - Universitatea Cluj          | 3-1 | 23-25, 25-11, 25-11, 25-12        |
| 09-02             | Târgoviște - Voluntari                  | 3-1 | 20-25, 25-19, 25-22, 25-15        |
| 09-02             | Universitatea Craiova - Dinamo Bucarest | 1-3 | 25-23, 22-25, 18-25, 20-25        |
| 09-02             | Știința Bacău - Rapid Bucarest          | 3-2 | 17-25, 25-17, 22-25, 25-18, 15-13 |

| Sjuttonde omgången |                                        |     |                                   |
|                    |                                        |     |                                   |
| 12-02              | Știința Bacău - Lugoj                  | 0-3 | 15-25, 15-25, 18-25               |
| 12-02              | Rapid Bucarest - Universitatea Craiova | 3-0 | 25-16, 25-18, 25-14               |
| 12-02              | Dinamo Bucarest - Târgoviște           | 0-3 | 18-25, 22-25, 21-25               |
| 12-02              | Voluntari - Alba-Blaj                  | 3-2 | 25-21, 20-25, 18-25, 25-22, 15-13 |
| 12-02              | Universitatea Cluj - Turda             | 0-3 | 18-25, 13-25, 19-25               |
| 14-02              | Dacia Mioveni - Medgidia               | 1-3 | 25-19, 16-25, 18-25, 21-25        |

| Artonde omgången |                                       |     |                                  |
|                  |                                       |     |                                  |
| 16-02            | Lugoj - Dacia Mioveni                 | 3-0 | 25-19, 25-19, 25-16              |
| 16-02            | Medgidia - Universitatea Cluj         | 3-0 | 25-15, 25-20, 25-8               |
| 16-02            | Turda - Voluntari                     | 0-3 | 10-25, 27-29, 20-25              |
| 11-03            | Alba-Blaj - Dinamo Bucarest           | 3-0 | 25-13, 25-23, 25-14              |
| 16-02            | Târgoviște - Rapid Bucarest           | 3-0 | 25-19, 25-22, 25-20              |
| 23-02            | Universitatea Craiova - Știința Bacău | 3-2 | 26-28, 25-21, 22-25, 25-17, 15-9 |

| Nittonde omgången |                                    |     |                                   |
|                   |                                    |     |                                   |
| 19-02             | Universitatea Craiova - Lugoj      | 1-3 | 26-24, 32-34, 13-25, 14-25        |
| 19-02             | Știința Bacău - Târgoviște         | 2-3 | 25-23, 27-25, 11-25, 21-25, 11-15 |
| 19-02             | Rapid Bucarest - Alba-Blaj         | 0-3 | 17-25, 18-25, 20-25               |
| 19-02             | Dinamo Bucarest - Turda            | 3-0 | 25-21, 25-16, 25-14               |
| 21-02             | Voluntari - Medgidia               | 0-3 | 22-25, 19-25, 19-25               |
| 19-02             | Universitatea Cluj - Dacia Mioveni | 0-3 | 14-25, 19-25, 19-25               |

| Tjugonde omgången |                                    |     |                            |
|                   |                                    |     |                            |
| 26-02             | Lugoj - Universitatea Cluj         | 3-0 | 25-9, 25-15, 25-8          |
| 26-02             | Dacia Mioveni - Voluntari          | 0-3 | 21-25, 22-25, 19-25        |
| 25-02             | Medgidia - Dinamo Bucarest         | 3-1 | 21-25, 25-15, 25-13, 26-24 |
| 26-02             | Turda - Rapid Bucarest             | 3-0 | 25-22, 26-24, 28-26        |
| 25-02             | Alba-Blaj - Știința Bacău          | 3-0 | 25-12, 25-13, 25-19        |
| 26-02             | Târgoviște - Universitatea Craiova | 3-0 | 25-20, 25-9, 25-22         |

| Tjugoförsta omgången |                                   |     |                                   |
|                      |                                   |     |                                   |
| 05-03                | Târgoviște - Lugoj                | 3-1 | 25-23, 24-26, 25-16, 25-23        |
| 05-03                | Universitatea Craiova - Alba-Blaj | 0-3 | 10-25, 22-25, 20-25               |
| 05-03                | Știința Bacău - Turda             | 1-3 | 20-25, 25-23, 22-25, 25-27        |
| 04-03                | Rapid Bucarest - Medgidia         | 2-3 | 22-25, 25-20, 16-25, 25-13, 13-15 |
| 05-03                | Dinamo Bucarest - Dacia Mioveni   | 3-1 | 25-20, 24-26, 25-17, 25-20        |
| 04-03                | Voluntari - Universitatea Cluj    | 3-0 | 25-13, 25-13, 25-22               |

| Tjugoandra omgången |                                      |     |                            |
|                     |                                      |     |                            |
| 09-03               | Lugoj - Voluntari                    | 3-1 | 23-25, 25-22, 25-13, 25-23 |
| 10-03               | Universitatea Cluj - Dinamo Bucarest | 0-3 | 14-25, 22-25, 20-25        |
| 09-03               | Dacia Mioveni - Rapid Bucarest       | 0-3 | 19-25, 14-25, 23-25        |
| 10-03               | Medgidia - Știința Bacău             | 3-1 | 25-16, 25-19, 22-25, 25-13 |
| 09-03               | Turda - Universitatea Craiova        | 1-3 | 24-26, 28-26, 15-25, 21-25 |
| 10-03               | Alba-Blaj - Târgoviște               | 3-0 | 25-14, 25-23, 25-17        |

#### Sluttabell
| Pos. | Lag                       | Pt | G  | V  | P  | VS | FS | Kvot  | VP    | FP    | Kvot  |
| ---- | ------------------------- | -- | -- | -- | -- | -- | -- | ----- | ----- | ----- | ----- |
| 1.   | CSM Volei Alba Blaj       | 60 | 22 | 20 | 2  | 62 | 12 | 5,167 | 1 790 | 1 323 | 1,353 |
| 2.   | CSM Târgoviște            | 56 | 22 | 19 | 3  | 61 | 18 | 3,389 | 1 867 | 1 518 | 1,230 |
| 3.   | CSO Voluntari             | 49 | 22 | 17 | 5  | 56 | 25 | 2,240 | 1 864 | 1 652 | 1,128 |
| 4.   | CS Medgidia               | 46 | 22 | 16 | 6  | 53 | 30 | 1,767 | 1 887 | 1 699 | 1,111 |
| 5.   | CSM Lugoj                 | 46 | 22 | 15 | 7  | 53 | 28 | 1,893 | 1 912 | 1 648 | 1,160 |
| 6.   | CS Rapid București        | 34 | 22 | 11 | 11 | 39 | 35 | 1,114 | 1 639 | 1 569 | 1,045 |
| 7.   | CS Dinamo București       | 34 | 22 | 11 | 11 | 40 | 41 | 0,976 | 1 773 | 1 794 | 0,988 |
| 8.   | SCM Universitatea Craiova | 20 | 22 | 7  | 15 | 26 | 50 | 0,520 | 1 559 | 1 764 | 0,884 |
| 9.   | CS Știința Bacău          | 18 | 22 | 6  | 16 | 28 | 55 | 0,509 | 1 664 | 1 905 | 0,873 |
| 10.  | CS Mioveni                | 16 | 22 | 5  | 17 | 25 | 54 | 0,463 | 1 584 | 1 788 | 0,886 |
| 11.  | ACS Turda                 | 16 | 22 | 5  | 17 | 21 | 53 | 0,396 | 1 474 | 1 755 | 0,840 |
| 12.  | CS Universitatea Cluj     | 1  | 22 | 0  | 22 | 3  | 66 | 0,045 | 1 107 | 1 705 | 0,649 |

      kvalificerade för spel om plats 1-4.
      kvalificerade för spel om plats 5-8.
      kvalificerade för spel om plats 9-12.

### Spel om plats 1-4

#### Resultat
| Första omgången |                        |     |                     |
|                 |                        |     |                     |
| 14-03           | Alba-Blaj - Medgidia   | 3-0 | 25-16, 25-16, 25-19 |
| 14-03           | Târgoviște - Voluntari | 3-0 | 25-23, 25-23, 25-23 |

| Andra omgången |                        |     |                           |
|                |                        |     |                           |
| 13-04          | Medgidia - Voluntari   | 1-3 | 20-25, 25-7, 18-25, 16-25 |
| 13-04          | Alba-Blaj - Târgoviște | 3-0 | 25-23, 25-11, 25-20       |

| Tredje omgången |                       |     |                            |
|                 |                       |     |                            |
| 16-04           | Târgoviște - Medgidia | 3-1 | 25-22, 25-18, 23-25, 25-20 |
| 16-04           | Voluntari - Alba-Blaj | 0-3 | 21-25, 14-25, 19-25        |

| Fjärde omgången |                        |     |                                   |
|                 |                        |     |                                   |
| 20-04           | Medgidia - Alba-Blaj   | 1-3 | 25-20, 15-25, 14-25, 17-25        |
| 20-04           | Voluntari - Târgoviște | 3-2 | 25-17, 26-24, 27-29, 20-25, 15-12 |

| Femte omgången |                        |     |                            |
|                |                        |     |                            |
| 23-04          | Voluntari - Medgidia   | 3-1 | 25-13, 19-25, 25-19, 26-24 |
| 23-04          | Târgoviște - Alba-Blaj | 3-1 | 27-25, 19-25, 25-23, 25-17 |

| Sjätte omgången |                       |     |                           |
|                 |                       |     |                           |
| 27-04           | Medgidia - Târgoviște | 1-3 | 9-25, 24-26, 25-21, 23-25 |
| 27-04           | Alba-Blaj - Voluntari | 3-0 | 25-17, 25-14, 25-18       |

#### Sluttabell
| Pos. | Lag                 | Pt | G  | V  | P  | VS | FS | Kvot  | VP    | FP    | Kvot  |
| ---- | ------------------- | -- | -- | -- | -- | -- | -- | ----- | ----- | ----- | ----- |
| 1.   | CSM Volei Alba Blaj | 75 | 28 | 25 | 3  | 78 | 16 | 4,875 | 2 275 | 1 698 | 1,340 |
| 2.   | CSM Târgoviște      | 69 | 28 | 23 | 5  | 75 | 27 | 2,778 | 2 394 | 2 031 | 1,179 |
| 3.   | CSO Voluntari       | 57 | 28 | 20 | 8  | 65 | 38 | 1,711 | 2 326 | 2 144 | 1,085 |
| 4.   | CS Medgidia         | 46 | 28 | 16 | 12 | 58 | 48 | 1,208 | 2 335 | 2 241 | 1,042 |

      Rumänska mästare

### Spel om plats 5-8

#### Resultat
| Första omgången |                                  |     |                            |
|                 |                                  |     |                            |
| 14-03           | Lugoj - Universitatea Craiova    | 3-0 | 25-18, 25-16, 25-12        |
| 14-03           | Rapid Bucarest - Dinamo Bucarest | 1-3 | 22-25, 33-31, 22-25, 23-25 |

| Andra omgången |                                         |     |                            |
|                |                                         |     |                            |
| 13-04          | Universitatea Craiova - Dinamo Bucarest | 1-3 | 26-24, 22-25, 11-25, 20-25 |
| 13-04          | Lugoj - Rapid Bucarest                  | 3-0 | 25-19, 26-24, 25-20        |

| Tredje omgången |                                        |     |                            |
|                 |                                        |     |                            |
| 03-04           | Rapid Bucarest - Universitatea Craiova | 3-1 | 21-25, 25-9, 25-13, 25-18  |
| 16-04           | Dinamo Bucarest - Lugoj                | 1-3 | 25-20, 21-25, 20-25, 19-25 |

| Fjärde omgången |                                  |     |                            |
|                 |                                  |     |                            |
| 20-04           | Universitatea Craiova - Lugoj    | 1-3 | 22-25, 25-20, 18-25, 12-25 |
| 20-04           | Dinamo Bucarest - Rapid Bucarest | 3-1 | 18-25, 25-14, 25-22, 25-21 |

| Femte omgången |                                         |     |                            |
|                |                                         |     |                            |
| 23-04          | Dinamo Bucarest - Universitatea Craiova | 3-1 | 25-17, 24-26, 25-20, 25-23 |
| 18-04          | Rapid Bucarest - Lugoj                  | 0-3 | 24-26, 23-25, 24-26        |

| Sjätte omgången |                                        |     |                            |
|                 |                                        |     |                            |
| 27-04           | Universitatea Craiova - Rapid Bucarest | 0-3 | 23-25, 23-25, 17-25        |
| 27-04           | Lugoj - Dinamo Bucarest                | 3-1 | 25-13, 25-18, 20-25, 25-19 |

#### Sluttabell
| Pos. | Lag                       | Pt | G  | V  | P  | VS | FS | Kvot  | VP    | FP    | Kvot  |
| ---- | ------------------------- | -- | -- | -- | -- | -- | -- | ----- | ----- | ----- | ----- |
| 5.   | CSM Lugoj                 | 64 | 28 | 21 | 7  | 71 | 31 | 2,290 | 2 425 | 2 065 | 1,174 |
| 6.   | CS Dinamo București       | 46 | 28 | 15 | 13 | 54 | 51 | 1,059 | 2 330 | 2 331 | 1,000 |
| 7.   | CS Rapid București        | 40 | 28 | 13 | 15 | 47 | 48 | 0,979 | 2 126 | 2 049 | 1,038 |
| 8.   | SCM Universitatea Craiova | 20 | 28 | 7  | 21 | 30 | 68 | 0,441 | 1 975 | 2 303 | 0,858 |

### Spel om plats 9-12

#### Resultat
| Första omgången |                                    |     |                            |
|                 |                                    |     |                            |
| 14-03           | Știința Bacău - Universitatea Cluj | 3-0 | 25-14, 25-15, 25-20        |
| 14-03           | Dacia Mioveni - Turda              | 3-1 | 25-18, 25-16, 15-25, 25-15 |

| Andra omgången |                               |     |                            |
|                |                               |     |                            |
| 13-04          | Universitatea Cluj - Turda    | 0-3 | 6-25, 8-25, 15-25          |
| 13-04          | Știința Bacău - Dacia Mioveni | 3-1 | 25-19, 18-25, 25-19, 25-23 |

| Tredje omgången |                                    |     |                                   |
|                 |                                    |     |                                   |
| 16-04           | Dacia Mioveni - Universitatea Cluj | 3-0 | 25-8, 25-13, 25-13                |
| 16-04           | Turda - Știința Bacău              | 2-3 | 21-25, 20-25, 25-23, 25-14, 11-15 |

| Fjärde omgången |                                    |     |                            |
|                 |                                    |     |                            |
| 02-04           | Universitatea Cluj - Știința Bacău | 1-3 | 16-25, 25-23, 13-25, 18-25 |
| 20-04           | Turda - Dacia Mioveni              | 1-3 | 25-17, 23-25, 24-26, 17-25 |

| Femte omgången |                               |     |                            |
|                |                               |     |                            |
| 22-04          | Turda - Universitatea Cluj    | 3-1 | 25-14, 17-25, 25-15, 25-23 |
| 23-04          | Dacia Mioveni - Știința Bacău | 3-0 | 25-18, 25-20, 25-22        |

| Sjätte omgången |                                    |     |                                  |
|                 |                                    |     |                                  |
| 17-04           | Universitatea Cluj - Dacia Mioveni | 0-3 | 14-25, 14-25, 22-25              |
| 27-04           | Știința Bacău - Turda              | 3-2 | 25-23, 25-19, 18-25, 22-25, 15-8 |

#### Sluttabell
| Pos. | Lag                   | Pt | G  | V  | P  | VS | FS | Kvot  | VP    | FP    | Kvot  |
| ---- | --------------------- | -- | -- | -- | -- | -- | -- | ----- | ----- | ----- | ----- |
| 9.   | CS Știința Bacău      | 31 | 28 | 11 | 17 | 43 | 64 | 0,672 | 2 197 | 2 389 | 0,920 |
| 10.  | CS Mioveni            | 31 | 28 | 10 | 18 | 41 | 59 | 0,695 | 2 078 | 2 188 | 0,950 |
| 11.  | ACS Turda             | 24 | 28 | 7  | 21 | 33 | 66 | 0,500 | 2 006 | 2 251 | 0,891 |
| 12.  | CS Universitatea Cluj | 1  | 28 | 0  | 28 | 5  | 84 | 0,060 | 1 418 | 2 195 | 0,646 |

      Nedflyttade till Divizia A2.

## Slutplaceringar
| Pos | Lag                       | Turnering                      |
| --- | ------------------------- | ------------------------------ |
|     | CSM Volei Alba Blaj       | CEV Champions League 2022–2023 |
| 2   | CSM Târgoviște            | CEV Champions League 2022–2023 |
| 3   | CSO Voluntari             | CEV Cup 2022–2023              |
| 4   | CS Medgidia               |                                |
| 5   | CSM Lugoj                 | CEV Challenge Cup 2022-23      |
| 6   | CS Dinamo București       |                                |
| 7   | CS Rapid București        | CEV Challenge Cup 2022-23      |
| 8   | SCM Universitatea Craiova |                                |
| 9   | CS Știința Bacău          |                                |
| 10  | CS Mioveni                |                                |
| 11  | ACS Turda                 | Divizia A2 2022-23             |
| 12  | CS Universitatea Cluj     | Divizia A2 2022-23             |

## Statistik
| Vunna poäng | Vunna poäng       | Vunna poäng | Vunna poäng               |
| Pos.        | Namn              | Poäng       | Lag                       |
| ----------- | ----------------- | ----------- | ------------------------- |
| 1           | Jelena Vulin      | 502         | CS Dinamo București       |
| 2           | Ioana Baciu       | 490         | CS Medgidia               |
| 3           | Carla Castiglione | 400         | ACS Turda                 |
| 4           | Laura Pascua      | 394         | ACS Turda                 |
| 5           | Loredana Filipaş  | 370         | CSM Lugoj                 |
| 6           | Victoriia Russu   | 362         | CSM Volei Alba Blaj       |
| 7           | Ana Maria Lupa    | 360         | CS Știința Bacău          |
| 8           | Rodica Buterez    | 350         | CSM Târgoviște            |
| 9           | Ramona Breban     | 347         | SCM Universitatea Craiova |
| 10          | Eli Uattara       | 340         | CSO Voluntari             |

| Vunna attacker | Vunna attacker    | Vunna attacker | Vunna attacker            |
| Pos.           | Namn              | Poäng          | Lag                       |
| -------------- | ----------------- | -------------- | ------------------------- |
| 1              | Ioana Baciu       | 444            | CS Medgidia               |
| 2              | Jelena Vulin      | 426            | CS Dinamo București       |
| 3              | Laura Pascua      | 355            | ACS Turda                 |
| 4              | Carla Castiglione | 347            | ACS Turda                 |
| 5              | Loredana Filipaş  | 318            | CSM Lugoj                 |
| 6              | Ana Maria Lupa    | 313            | CS Știința Bacău          |
| 7              | Victoriia Russu   | 310            | CSM Volei Alba Blaj       |
| 8              | Rodica Buterez    | 294            | CSM Târgoviște            |
| 9              | Ramona Breban     | 287            | SCM Universitatea Craiova |
| 9              | Eli Uattara       | 287            | CSO Voluntari             |

| Vunna block | Vunna block      | Vunna block | Vunna block         |
| Pos.        | Namn             | Poäng       | Lag                 |
| ----------- | ---------------- | ----------- | ------------------- |
| 1           | Neira Ortiz      | 93          | CSM Târgoviște      |
| 2           | Denisa Ionescu   | 89          | CS Dinamo București |
| 3           | Alexandra Sobo   | 75          | CS Rapid București  |
| 4           | Jovana Kocić     | 74          | CSM Volei Alba Blaj |
| 5           | Leah Meyer       | 71          | CSM Târgoviște      |
| 6           | Ana Otašević     | 68          | CS Mioveni          |
| 7           | Nađa Ninković    | 67          | CSM Volei Alba Blaj |
| 7           | Milica Zivanović | 67          | CS Dinamo București |
| 9           | Dar'ja Ionava    | 62          | CSO Voluntari       |
| 10          | Marjorie Corrêa  | 61          | CS Rapid București  |

| Serveess | Serveess              | Serveess | Serveess              |
| Pos.     | Namn                  | Poäng    | Lag                   |
| -------- | --------------------- | -------- | --------------------- |
| 1        | Olga Strantzalī       | 38       | CSM Volei Alba Blaj   |
| 2        | Sara Ranković         | 34       | CS Mioveni            |
| 2        | Milica Zivanović      | 34       | CS Dinamo București   |
| 4        | Jelena Vulin          | 33       | CS Dinamo București   |
| 5        | Dar'ja Ionava         | 31       | CSO Voluntari         |
| 6        | Adina Stanciu         | 30       | CS Mioveni            |
| 7        | Ramona Rus            | 27       | CS Medgidia           |
| 8        | Maria Valentina Badea | 26       | CS Universitatea Cluj |
| 8        | Lizaveta Bahayeva     | 26       | CSM Târgoviște        |
| 8        | Andreea Gemănariu     | 26       | CSM Lugoj             |